# Afriberina
Afriberina là một chi bướm đêm thuộc họ Geometridae.

## Các loài
- Afriberina tenietaria (Staudinger, 1900)
- Afriberina terraria (A. Bang-Haas, 1907)